# Teresa Borowska
Teresa Borowska (ur. 3 października 1945 w Krzepicach, zm. 3 września 2009) – polska pedagog, prof. zw. dr hab. nauk humanistycznych o specjalności pedagogika specjalna, teoria wychowania. Od 2004 kierownik Katedry Teorii Wychowania Uniwersytetu Śląskiego w Katowicach, Wydziału Pedagogiki i Psychologii, Instytutu Pedagogiki.

## Kariera zawodowa
Studia w Uniwersytecie Jagiellońskim na Wydziale Filozoficzno-Historycznym ukończyła w 1969. W 1976 uzyskała doktorat w Wyższej Szkole Pedagogicznej w Opolu. W 1987 habilitowała się na Uniwersytecie Warszawskim. Od 1999 profesor nadzwyczajny Uniwersytetu im. A.Mickiewicza w Poznaniu. Od 1988 kierownik Zakładu Teorii Wychowania, a od 1989 dyrektor do spraw naukowych Instytutu Studiów Edukacyjnych Uniwersytetu Opolskiego. 

## Zainteresowania naukowe
Zainteresowania naukowe Teresy Borowskiej koncentrowały się na ogólnej teorii wychowania, opracowaniu podstaw filozoficznych i metodologicznych oraz badaniu i pomiarze wyników wychowania. Ponadto ważnym kierunkiem badań była problematyka ludzkiej egzystencji w sytuacji zagrożeń występujących w życiu człowieka oraz wyzwań dla pedagogiki i edukacji. Autorka wielu rozpraw, studiów i artykułów naukowych, laureatka nagrody Polskiej Akademii Nauk. Była członkiem Polskiego Towarzystwa Pedagogicznego, Polskiego Towarzystwa Wiedzy Powszechnej oraz członkiem Rady Redakcyjnej „Forum Oświatowego”.

## Odznaczenia
Była wielokrotnie uhonorowana odznaczeniami państwowymi i resortowymi, m.in.: Złotym Krzyżem Zasługi, Medalem Komisji Edukacji Narodowej.

## Publikacje książkowe (wybór)
- Koncepcja wychowania i jego wyników. Konkretyzacja problematyki w warunkach polskich, 1983
- Węzłowe problemy teorii wychowania, 1991
- Wychowanie wobec wartości pracy, 1994, współautorka
- Pedagogia ograniczeń ludzkiej egzystencji, 1998